# My Fare Lady
My Fare Lady, llamado Mi esposa, la taxista en Hispanoamérica y Mi bella conductora en España, es un episodio perteneciente a la vigesimosexta temporada de la serie animada Los Simpson, emitido originalmente el 15 de febrero de 2015 en EE. UU. El episodio fue escrito por Michael Price y dirigido por Michael Polcino. Es el primer episodio en la historia del show en el que Bart Simpson no tiene líneas (es decir, no habla).[cita requerida]

## Sinopsis
Después de una parodia de Los Supersónicos como un sueño, Homer es despertado por Marge para conducir a los niños a todas sus actividades. Con el fin de evitar la tarea, Homer escapa a la taberna de Moe para fingir que esta demasiado borracho para conducir. Debido a esto, Marge se ve obligada a conducir a los niños a sus actividades por sí misma.  
En el bar, Moe le dice a Homer, Lenny y Carl que recibió entradas de Sideshow Mel para un espectáculo de teatro de Laney Fontaine. Ellos animan a Moe para que vaya, aunque él está preocupado por la seguridad del bar cuando él se haya ido. Para esto, Homer se compromete a actuar como barman en lugar de Moe esa noche. Homer, Lenny y Carl idean un plan para conseguir dinero para el bar para tener una noche de chicas, ya que atraerá a los hombres a comprar cerveza. Sin embargo, el esquema resulta contraproducente ya que ningún hombre entra en el bar, y para empeorar las cosas, las mujeres recurren al personal contrarió. Después del espectáculo, Moe regresa con Laney Fontaine al bar donde ya está todo destruido. Laney deja a Moe y los chicos piden disculpas a Moe, ofreciéndole un trabajo en la central nuclear. El Sr. Burns ofrece a Moe un trabajo como conserje, aunque pronto lo promueve a supervisor del Sector 7G después de que impide que el NRT trate de cerrar la planta de energía. Moe pronto enoja a Homero y los chicos cuando actúa como un "idiota" con ellos (haciendo su trabajo), lo que lleva a los tres a renegar de él como su amigo.  
Mientras tanto, después de completar la tarea de conducir a los niños a sus actividades, Marge viene acompañado de un empleado, que trabaja para una aplicación de transporte medios de comunicación social, que la anima a unirse. Marge rápidamente esta de acuerdo (con la esperanza de utilizar las ganancias para comprar una máquina de hielo para la nevera de la cocina), aunque también adquiere rápidamente el aburrimiento de conducir residentes de Springfield (como Nelson, el jardinero Willie, Krusty Lenny, Dr. Nick Riviera, Gil, etc.). Ella también se las arregla para atraer el odio de los taxistas. Mientras conduce a Moe a su taberna, Marge le propone que ambos dejen sus trabajos. Una vez que llegan a la barra, los taxistas intentan matar a Marge, sólo para ser detenido por Moe, quien amenaza con matarlos a todos con un rifle.

## Recepción

### Crítica
Dennis Perkins de The A.V. Club le dio al episodio una B, diciendo: 

"La performance lleva un largo camino en Los Simpson, relación cuarto de siglo de la escayola con sus personajes ayudándoles al fin y al cabo una actuación con tonos que ningún otro espectáculo puede recurrir. "Mi Fare Lady", mientras que fuera de foco como muchos episodios posteriores y basada en parte en torno a una moda pop olvidable, es, sin embargo, gracias en gran parte al desempeño de entretenimiento de Hank Azaria como favorito barman menos favorito de todos, Moe."

### Audiencia
El episodio recibió una audiencia de 2.670.000 millones de televidentes, convirtiéndose en el programa más visto de Fox esa noche.